# Aasiaat
Aasiaat (vechea denumire: Ausiait), daneză Egedesminde este o municipalitate (daneză Aasiaat Kommuneat) din Groenlanda, aflată în districtul Kitaa (Groenlanda de Vest). Centrul său administrativ este orașul cu același nume, al patrulea oraș ca mărime din Groenlanda. Municipalitatea se întinde pe mai multe insule la capătul sudic al arhipelagului Aasiaat din Groenlanda vest-centrală. Localizarea aproximativă a orașului Aasiaat este 68°43′N 52°53′V / 68.717°N 52.883°V.
Este una din cele două municipalități groenlandeze care nu sunt amplasate pe insula principală a Groenlandei. Populația la 1 ianuarie 2005 era de 3.310 persoane.